# Diplolopha cycloptera
Diplolopha cycloptera är en fjärilsart som beskrevs av Paul Dognin 1911. Diplolopha cycloptera ingår i släktet Diplolopha och familjen trågspinnare. Inga underarter finns listade i Catalogue of Life.

## Bildgalleri

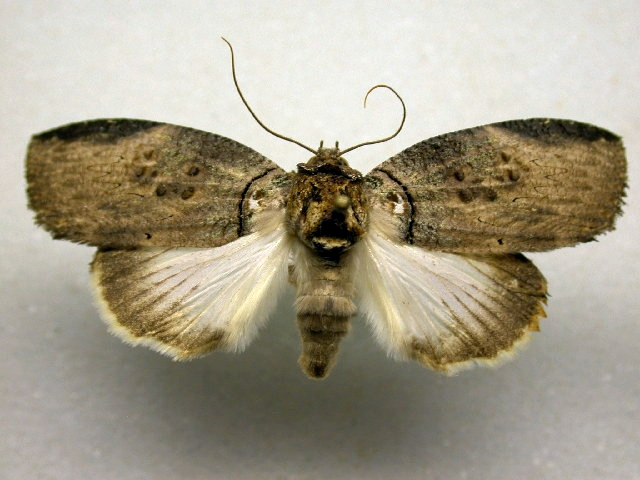